# Strada statale 31 del Monferrato
La ex strada statale 31 del Monferrato (SS 31), poi strada regionale 31 del Monferrato (SR 31) e ora strada provinciale 31 del Monferrato (SP 31), è una strada provinciale italiana.

## Percorso
Nel suo preciso e diretto tracciato, unisce i capoluoghi di Vercelli e Alessandria, passando per Casale Monferrato. Tranne che in prossimità degli unici tre centri importanti (Vercelli, Alessandria e Casale) risulta tendenzialmente una strada a poco traffico, e il tipo di ambienti che attraversa è rigorosamente rurale: risicolo-pianeggiante nel vercellese, collinare nell'alessandrino.
La strada ha inizio a Vercelli, dalla ex strada statale 11 Padana Superiore, e, dirigendosi verso sud, tocca i centri di Stroppiana, Villanova Monferrato, Casale Monferrato, dopo il quale interseca la ex strada statale 457 di Moncalvo, Occimiano e Mirabello Monferrato. Dopo alcuni km in cui non vengono toccati più centri principali, termina infine in località San Michele (Alessandria), dove si immette sulla ex strada statale 10 Padana Inferiore.

## Avvenimenti recenti
In seguito al decreto legislativo n. 112 del 1998, dal 2001 la gestione è passata dall'ANAS alla Regione Piemonte, che l'ha classificata come strada regionale con la denominazione di strada regionale 31 del Monferrato (SR 31); le competenze sono quindi passate all'ARES (Agenzia Regionale Strade).
A seguito poi del D.R. 9-5791 del 27 aprile 2007 della Regione Piemonte e la conseguente soppressione dell'ARES, dal 1º gennaio 2008 è stata infine riclassificata come provinciale e consegnata alla Provincia di Vercelli e alla Provincia di Alessandria, per le rispettive tratte territoriali di competenza. La nuova denominazione è divenuta quindi strada provinciale 31 del Monferrato (SP 31).

## Strada Provinciale 31 bis del Monferrato

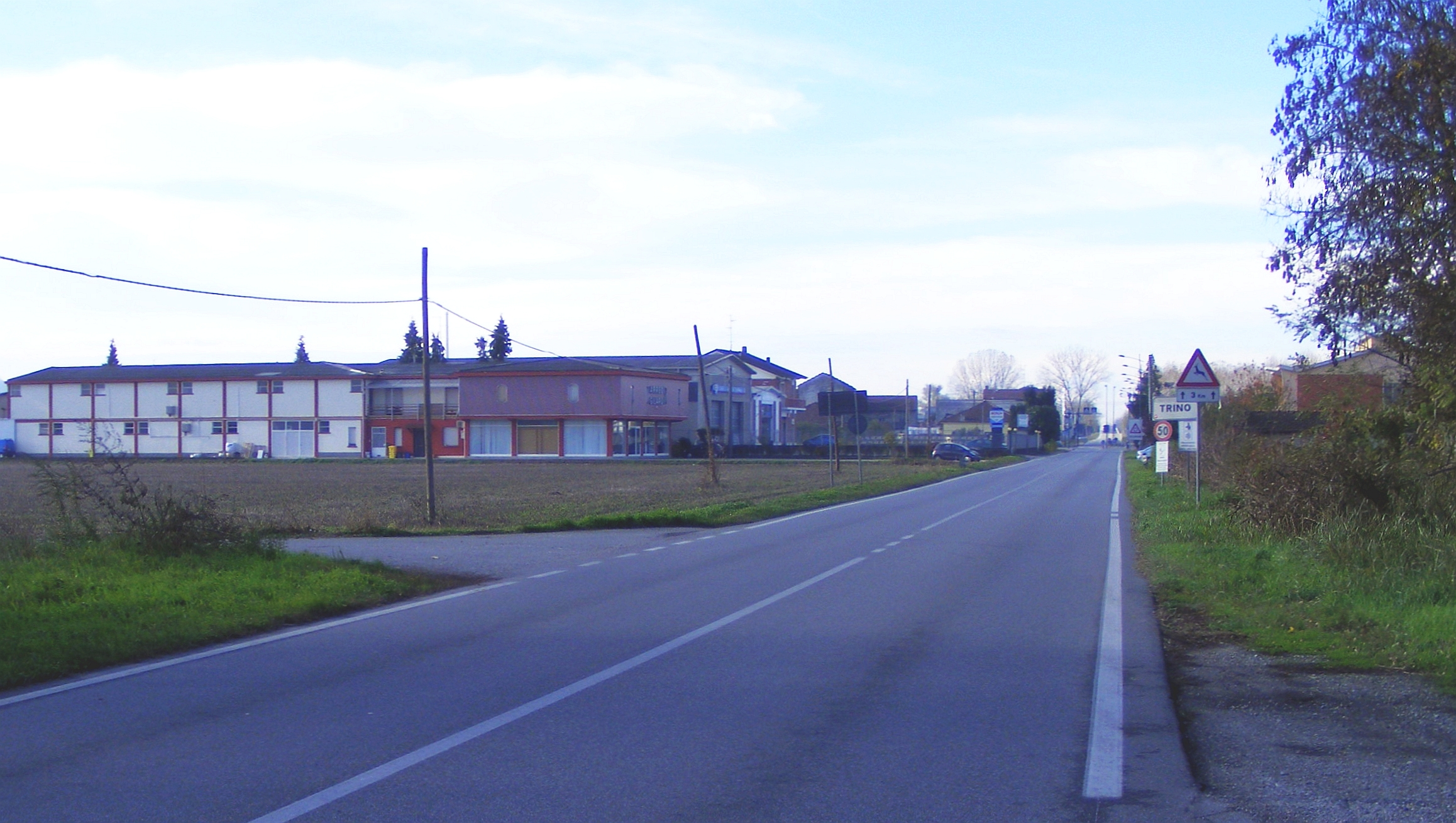
La strada presso Trino

La ex strada statale 31 bis del Monferrato (SS 31 bis), ora strada provinciale 31 bis del Monferrato (SP 31 bis), è una strada provinciale italiana di media importanza.

### Percorso
Costituisce collegamento fra la ex strada statale 31 del Monferrato e la ex strada statale 11 Padana Superiore, nei pressi di Chivasso.
In seguito al decreto legislativo n. 112 del 1998, dal 2001, la gestione è passata dall'ANAS alla Provincia di Alessandria, alla Provincia di Vercelli e alla Provincia di Torino.